# جائزة اليابان الكبرى 2002
جائزة اليابان الكبرى 2002 (بالإنجليزية: 2002 Japanese Grand Prix)‏ هو سباق فورمولا 1 أقيم بتاريخ 13 أكتوبر 2002 في حلبة سوزوكا، ميه، اليابان. كان السابع عشر من أصل 17 في بطولة العالم لسباقات الفورمولا واحد موسم 2002.